# Wheatland (California)
Wheatland, fundada en 1874, es una ciudad ubicada en el condado de Yuba en el estado estadounidense de California. En el año 2000 tenía una población de 2,275 habitantes y una densidad poblacional de 1,137.5 personas por km². Wheatland forma parte del área metropolitana de Sacramento

## Geografía
Wheatland se encuentra ubicada en las coordenadas 39°00′36″N 121°25′23″O / 39.01000, -121.42306. Según la Oficina del Censo, la ciudad tiene un área total de 2 km² (0,8 mi²), de la cual 2 km² (0,8 mi²) es tierra y 0 km² (0 mi²) (0%) es agua.

## Demografía
Según la Oficina del Censo en 2000 los ingresos medios por hogar en la localidad eran de $34,861, y los ingresos medios por familia eran $39,375. Los hombres tenían unos ingresos medios de $32,656 frente a los $21,250 para las mujeres. La renta per cápita para la localidad era de $14,889. Alrededor del 19.8% de la población estaban por debajo del umbral de pobreza.